# 1993 في سلوفاكيا
فيما يلي قوائم الأحداث التي وقعت خلال عام 1993 في سلوفاكيا.

## سياسة

### تعيين في المنصب
- 2 مارس – ميكال كوفاتش رئيس سلوفاكيا.

## مواليد

### يناير
- 7 يناير – فيليب هورانسكي لاعب كرة مضرب سلوفاكي.

### فبراير
- 11 فبراير – لوسيا جبيكوفا لاعبة كرة يد سلوفاكية.

### مايو
- 29 مايو – يانا كابلوفا لاعبة كرة مضرب سلوفاكية.

### سبتمبر
- 4 سبتمبر – شانتال شكاملوفا لاعبة كرة مضرب سلوفاكية.

## وفيات

### أغسطس
- 5 أغسطس – يوجين سوتشون (مواليد 1908)